# Egaenus asiaticus
Egaenus asiaticus is een hooiwagen uit de familie echte hooiwagens (Phalangiidae).